# Far Cry 5
Far Cry 5 — відеогра 2018 року в жанрі шутера від першої особи та action-adventure. Розробку гри очолює студія Ubisoft Montreal. Дія гри розгортається в окрузі Хоуп, штат Монтана, і розповідає про протистояння помічника шерифа і культу судного дня під назвою «Брама Едему». Вийшла 27 березня 2018 року на платформах Windows, PlayStation 4 і Xbox One.

## Ігровий процес
Як і її попередники, гра представляє собою шутер від першої особи в жанрі action-adventure і має відкритий світ, по якому гравці можуть вільно подорожувати. Нової відмітною деталлю гри є редактор персонажів, в якому гравці можуть налаштувати зовнішній вигляд протагоніста, стать і колір шкіри. У грі безліч гаджетів і зброї для боротьби з ворогами: арсенал включає в себе, дробовики, пістолети, ракетні пускові установки, луки, вибухові речовини, такі як гранати, і зброю ближнього бою, таку як вила, кувалди і бейсбольні битки. Є можливість приручати диких тварин завдяки системі, подібній до такої в Far Cry Primal. Приручені дикі тварини можуть допомогти гравцеві в бою. Різні дикі тварини матимуть різні бойові візерунки. Була представлена механіка рибальства. Всю кампанію можна проходити поодинці або з партнером через спільний багатокористувацький режим гри. У грі також представлений редактор карт.